# Karola Sube
Karola Sube (n. 28 aprilie 1964, Berlin, RDG) este o gimnastă artistică ce a reprezentat Republica Democrată Germană, medaliată olimpică. A participat la o ediție a Jocurilor Olimpice (1980) în care a câștigat o medalie de bronz.

## Participări
Lista de mai jos prezintă principalele competiții la care a participat Karola Sube de-a lungul carierei.
- gymnastics at the 1980 Summer Olympics – women's artistic team all-around[*]